# サマーヌード (曲)
「サマーヌード」は、1995年発表の真心ブラザーズのシングル。本項では1997年発表のセルフカバーによるシングル「ENDLESS SUMMER NUDE」（エンドレス サマーヌード）についても記述する。
多数の歌手によるカバーが制作されており、2013年には本楽曲をモチーフとしたテレビドラマ『SUMMER NUDE』が放送された他、漫画などの他ジャンルの作品にも多く起用されて影響を与えた。真心ブラザーズの楽曲、ひいては日本のポピュラーソングにおける夏の名曲と評される。

## サマーヌード
1995年6月21日に発売されたシングル。タイトル曲は日清食品「カップヌードル」の1995年夏季限定商品「サマーヌードル」のCFソングとしてのタイアップ曲である。最初からラジオスポット用のタイアップ前提で制作された楽曲であり、オーダーからレコーディングまでの2週間という短期間で制作された楽曲であったため、桜井秀俊にとっても前作の5thアルバム『KING OF ROCK』からの方向転換を考える余裕もなく、後に「自分の中にある夏のイメージを全部詰め込みました（笑）」「今思えば、余裕がなかったからこそ、ああいう曲が書けたと思う」と述懐している。
桜井の生み出した独特のメロディーライン（音楽ライターの田山雄士曰く「夏の煌めきをも喚起させるポップなメロディー」）にピアノ、ストリングス、ホーン、パーカッション、ワウギターやファンキーなコーラスなどを絡ませ、アウトロの部分ではヴァン・マッコイ『The Hustle』へのオマージュとなるフルートのフレーズが盛り込まれるなど、全般にブラックミュージック風のアレンジが施されている。
ミュージック・ビデオは、波打ち際で歌う真心ブラザーズの後ろで男女4人が戯れるというものだが、このうちの女性2人がメジャー・デビュー前のPUFFYである。
シングルバージョンはベストアルバム「B.A.D.(Bigger and Deffer) 〜MB's Single Collection」のみに収録。
1995年11月22日に発表のミニアルバム『time goes on』にリミックスバージョン「Galaxian disco mix」が収録されている。
2010年のテレビ東京系ドラマ『モテキ』の挿入歌として使用され、同番組のコンピレーションアルバム『モテキ的音楽のススメ 土井亜紀・林田尚子盤』（ソニー・ミュージックアソシエイテッドレコーズ）に収録されたのはこちらのバージョンである。
カップリング曲の「愛」は『KING OF ROCK』収録曲からのシングルカットだが、ライブバージョンが収録されている。

### 収録曲
1. サマーヌード
  - 作詞：桜井秀俊・倉持陽一、作曲：桜井秀俊
2. 愛（ライヴヴァージョン）
  - 作詞・作曲：倉持陽一
3. サマーヌード（オリジナルカラオケ）

### パーソネル
サマーヌード
（出典）
- 須貝直人: Drums
- 沖山優司: Bass
- 中西康晴: Keyboards
- 水江"ヨーカン"洋一郎: Horn arrangement, Trumpet, Flute, Trombone
- 木幡光邦: Trumpet
- 佐藤公彦: Alto sax, Tenor sax by the courtesy of PONY CANYON
- 阿部剛: Tenor sax, Baritone sax, Piccolo
- 北原雅彦： Trombone, Tenor bass trombone
- 村山達哉: Strings arrangement
- Violin: 金原千恵子、矢野晴子、横山俊朗、濱野孝史、志賀恵子、桐山なぎさ、桑原幹子
- Viola: 桑田穣、熊田真奈美
- Cello: 堀沢真己、三宅進

## ENDLESS SUMMER NUDE
前作から2年後の1997年7月21日にリリースされたシングル。タイトル曲は「サマーヌード」のセルフカバーで、SMAPの「青いイナズマ」「SHAKE」などのアレンジを手掛けたCHOKKAKUをアレンジ・プロデュースに起用し、テンポ感はそのままにCHOKKAKUの真骨頂であるディスコテイストをちりばめつつ大きくアレンジを変えた。前作のストリングスパートを置き換えたブラスセクションとして村田陽一SOLID BRASSのメンバーを迎えている。
桜井によると、前述のとおり突貫工事で作った「サマーヌード」の評判が良く「この曲はもっとヒットを狙わなきゃいけないんじゃないか?」となりリメイクを出すことになり、桜井曰く「神と崇めていた」という CHOKKAKU にアレンジをオファーしたところ引き受けてもらった。
YO-KINGこと倉持陽一は歌録りの日に風邪をひいていて鼻声で、桜井によると声がひっくり返ることもあったという。倉持は当時スタジオで「ジョン・レノンも"レボリューション"の歌録りの時に風邪ひいてて、あれが歴史に残ってんだ」というような言い訳をしていたと桜井は語っている。
ミュージック・ビデオは沖縄でのメンバーらによる自撮りによるもので、牧志公設市場などで撮影が行われた。
冨田恵一のプロジェクト「冨田ラボ」によるリミックスバージョン (Tomita Lab. Remix) は、2004年9月1日発売の真心ブラザーズのトリビュート・アルバム『真心COVERS』に収録されたほか、2006年7月19日発売の真心ブラザーズのシングル「紺色」のカップリング曲として収録されている。
1999年3月27日公開の映画『大阪物語』（市川準監督）挿入歌。また、同年9月16日稼動のKONAMIのアーケード用音楽ゲーム『pop'n music 3』提供曲（家庭用ゲーム機版には未収録）。
カップリング曲の「スタンダード2」も、アルバム『GREAT ADVENTURE』収録の「スタンダード」のセルフカバー。

### 収録曲
1. ENDLESS SUMMER NUDE
  - 作詞：桜井秀俊・倉持陽一、作曲：桜井秀俊、編曲：CHOKKAKU
2. スタンダード2
  - 作詞・作曲：桜井秀俊
3. ENDLESS SUMMER NUDE（オリジナルカラオケ）

### パーソネル
ENDLESS SUMMER NUDE
（出典）
- Vocal: YO-KING
- Drums: 宮田繁男
- Bass: 小松秀行
- Guitar: 岡田陽助
- Trumpet: 荒木敏男 (SOLID BRASS)
- Trombone, Bass Trombone: 村田陽一 (SOLID BRASS)
- Alto Sax: 山本拓夫 (SOLID BRASS)
- Chorus: うつみようこ
- Programming & All Other Instruments: CHOKKAKU
- Recorded & Mixed by 秋元秀之

## 山下智久によるカバー
「SUMMER NUDE '13」（サマー ヌード サーティーン）は、山下智久の8枚目のシングル。2013年7月31日にワーナーミュージック・ジャパンから発売された。テレビドラマ『SUMMER NUDE』の主題歌。

### 概要
前作「怪・セラ・セラ」から約4ヶ月ぶりのシングルで、2013年2枚目のシングル。
CHOKKAKUとOKAMOTO'Sがアレンジを担当。2013年8月12日付けオリコン週間シングルチャートで1位を獲得。
初回限定盤A、B、C、通常盤の4形態で発売。初回限定盤Aには「SUMMER NUDE '13」のMusic VideoとMaking Movie、初回限定盤Bには「Nocturne」のMusic VideoとMaking Movieを収録したDVDが付属。初回限定盤Cにはドラマ『SUMMER NUDE』連動特製ステッカー封入で、通常盤はピクチャーレーベル仕様で初回限定盤未収録の「月の幻」を収録。

### 収録曲

#### CD
※は通常盤、※※は初回限定盤A/B・通常盤のみ収録。
1. SUMMER NUDE '13
作詞：桜井秀俊・倉持陽一、作曲：桜井秀俊、編曲：CHOKKAKU・OKAMOTO'S
  - 山下智久主演 フジテレビ系ドラマ『SUMMER NUDE』主題歌[12]
2. Nocturne※※
作詞：HIRO、作曲：HIRO・Andy Love・Gregory Ferguson、編曲：Gregory Ferguson、
サウンドプロデュース：Digz, Inc. Group
3. 月の幻※
作詞:H.U.B.、作曲:Andrew Underberg・Marquis Wallace・Rico Davis、編曲：Nao'ymt
4. SUMMER NUDE '13（Instrumental）
5. Nocturne（Instrumental）※※

#### DVD

##### 初回限定盤A
1. SUMMER NUDE '13 -Music Video-
2. SUMMER NUDE '13 -Making Movie-

##### 初回限定盤B
1. Nocturne -Music Video-
2. Nocturne -Making Movie-

#### 特典
※初回限定盤Cのみ
- 『SUMMER NUDE』連動特製ステッカー1枚封入

### パーソネル
SUMMER NUDE '13
（出典）
- Backing Vocal : オカモトショウ
- Guitar : オカモトコウキ
- Bass : ハマ・オカモト
- Drums : オカモト レイジ
- Tenor Sax, Flute : 山本拓夫
- Trumpet : 西村浩二
- Trombone : 村田陽一
- Percussions : 三沢またろう
- Strings : 弦一徹ストリングス
- Chorus: 亜美
- Recording Engineer : 山田幹朗, 上甲敬太
- Mixing Engineer : 細井智史
- OKAMOTO'S by the courtesy of Ariola Japan

## 収録作品・その他カバー
| 発売日         | タイトル | 規格品番                                                              | 収録曲 |
| -------------- | --- | --------------------------------------------------------------------- | --- |
| 1997年         | 桜井秀俊 & パイオニアコンボ - ミニアルバム『MAXIMUM X’MAS』                                                   |                                                                       | |
| 1995年11月22日 | ミニアルバム『time goes on』                                                                                  | KSC2-188                                                              | サマーヌード(REMIX) |
| 1997年6月21日  | ベストアルバム『B.A.D.(Bigger and Deffer) 〜MB's Single Collection』                                          | KSC2-188                                                              | サマーヌード |
| 1998年04月22日 | スタジオアルバム『I will Survive』                                                                            | KSC2-220                                                              | ENDLESS SUMMER NUDE |
| 1999年06月19日 | 『ビーチサイドのラブ・ストーリー』                                                                            | SRCL-4550                                                             | ENDLESS SUMMER NUDE |
| 1999年07月01日 | シングル『SUMMER NUDE 999 REMIX』                                                                             | KSC2-292                                                              | 1. ENDLESS SUMMER NUDE＜CHORD WARRIOR′S MEMORY OF MID′80S＞ 2. SUMMER NUDE＜TOSHIHIKO MORI′S HOTTEST NUDY REMIX＞ 3. ENDLESS SUMMER NUDE＜CUBISMO CLASSICO DISCO MIX＞ 4. SUMMER NUDE 5. ENDLESS SUMMER NUDE 6. ENDLESS SUMMER NUDE＜LIVE at ARIAKE RAINBOW STAGE 1998.8.7＞ |
| 1999年11月03日 | 『Jポップ&ロック・ヒストリーVol.3 ソニー・ミュージックエンタテインメント《20世紀BEST》』                      | SRCL-4697                                                             | サマーヌード |
| 2000年11月22日 | ライブアルバム『PEACE AND LOUD 〜MB′s Live Recordings Collection〜』                                          | KSC2-363                                                              | サマーヌード |
| 2001年12月19日 | 『Ki/oon DECADE』                                                                                             | KSCL-425 KSCL-427                                                     | ENDLESS SUMMER NUDE |
| 2005年07月27日 | トリビュートアルバム『真心COVERS』                                                                            | KSCL-704 KSCL-867                                                     | ENDLESS SUMMER NUDE/冨田ラボ |
| 2006年05月31日 | クラムボン『LOVER ALBUM』                                                                                     | COCP-50924                                                            | サマーヌード |
| 2006年07月19日 | シングル『紺色』                                                                                              | KSCL-1017                                                             | ENDLESS SUMMER NUDE (Tomita Lab.Remix) |
| 2006年07月26日 | 『This is JAPANESE LOVERS COVERS VOL.1』                                                                      | PUCA-1055                                                             | サマーヌード/misayo |
| 2007年08月15日 | D・H・Y (Dogs Holiday of Yawn)『LOVERS』                                                                      | SFTL-1026                                                             | サマーヌード |
| 2008年02月08日 | 『Canary kirakira biyori～TAMMY's selection』                                                                 | RBCP-2358                                                             | サマーヌード/KAKO |
| 2008年03月26日 | DJ和『J-ポッパー伝説 [DJ和 in No.1 J-POP MIX]』                                                               | AICL-1909                                                             | サマーヌード |
| 2008年06月25日 | 土岐麻子『Summerin'』。                                                                                       | RZCD-45913                                                            | サマーヌード |
| 2008年07月02日 | ライブアルバム『LOVE ME LIVE 〜MB'S BEST LIVE 06-07〜』                                                       | KSCL-1265 KSCL-1267                                                   | ENDLESS SUMMER NUDE |
| 2008年07月09日 | noelle『LOVE ELECTRO』                                                                                        | SECL-649                                                              | サマーヌード |
| 2008年07月09日 | 『スプラッシュ!!』                                                                                            | MHCL-1360                                                             | ENDLESS SUMMER NUDE |
| 2008年07月23日 | Soft Punk『渚レゲエ』                                                                                         | SICL-204                                                              | サマーヌード |
| 2008年07月23日 | bird『サマーヌード/ダンシング・シスター』。                                                                   | UPCH-5549                                                             | サマーヌード |
| 2009年08月05日 | Little whisper 『SWEETS HOUSE～for J - POP HIT COVERS SHERBET～』                                             | CLD-9004                                                              | サマーヌード |
| 2009年09月02日 | ベストアルバム『GOODDEST』                                                                                    | KSCL-1460                                                             | ENDLESS SUMMER NUDE |
| 2010年06月30日 | 『PERFECT SUMMER』                                                                                            | MHCL-1774                                                             | サマーヌード |
| 2010年09月01日 | SKA LOVERS『LOVERS SKA ～Sing With You～』                                                                    | RES-171                                                               | サマーヌード |
| 2010年09月08日 | 『モテキ的音楽のススメ ～土井亜紀・林田尚子盤～』                                                             | AICL-2163                                                             | サマーヌード |
| 2011年03月02日 | 冨田恵一『冨田恵一 WORKS BEST ～beautiful songs to remember～』                                               | RZCD-46838B                                                           | ENDLESS SUMMER NUDE (Tomita Lab.Remix) |
| 2011年06月22日 | Atelier Bossa-Conscious『夏空Bossa』                                                                          | WPCL-10969                                                            | サマーヌード |
| 2012年06月20日 | 『ドラマティック・サマー ～平成夏うたベスト～』                                                               | MHCL-2070                                                             | ENDLESS SUMMER NUDE |
| 2012年08月01日 | 『J-POPカバーMIX "better better"』                                                                            | TRJC-1009                                                             | サマーヌード |
| 2013年05月29日 | 地球三兄弟 『ここほれ三兄弟 at Zepp DiverCity Tokyo』                                                         | KSBL-6034 KSBL-6035 KSXL-34                                           | サマーヌード |
| 2013年06月19日 | 『LOVE STORIES IN SUMMER』                                                                                    | PCCA-03857                                                            | サマーヌード |
| 2013年08月28日 | 『フジテレビ系 ドラマ サマーヌード オリジナルサウンドトラック』                                               | PCCR-00568                                                            | サマーヌード (instrumental) サマーヌード (piano & strings ver.) |
| 2014年06月25日 | 『エンドレス・サマー -フォー・ア・ロング・バケーション-』                                                     | MHCL-2450                                                             | ENDLESS SUMMER NUDE |
| 2014年07月09日 | 垂石雅俊『夏うた』                                                                                            | KICS-3074                                                             | サマーヌード |
| 2015年01月14日 | Sexy Zone『Sexy Zone summer concert 2014』                                                                    | PCXP-50276 PCXP-50277 PCBP-52314 PCBP-52315                           | SUMMER NUDE ’13（佐藤勝利ソロ） |
| 2015年06月24日 | 『夏色音楽～paradiso』                                                                                        | MHCL-2536                                                             | サマーヌード (Galaxian disco mix) |
| 2015年7月15日  | 夢みるアドレセンスシングル『サマーヌード・アドレセンス』                                                      | AICL-2913 AICL-2915 AICL-2916 AICL-2917 AICL-2918 AICL-2919 AICL-2920 | サマーヌード・アドレセンス（サンプリング） |
| 2015年07月15日 | DJ和『サマパ!Summer Party mixed by DJ和』                                                                     | AICL-2900                                                             | サマーヌード |
| 2016年11月23日 | DJ FUMI★YEAH!『#LUV MIXED BY DJ FUMI★YEAH!』                                                                  | UICZ-8181                                                             | サマーヌード |
| 2017年02月22日 | 矢島舞美&鈴木愛理『ハロ!モバ Presents 矢島舞美&鈴木愛理 アコースティックライブ2016 ～コロンの娘。ふたたび～』 | EPXE-5090                                                             | サマーヌード |
| 2017年02月22日 | DJ HASEBE『DJ HASEBE Butter Smooth -Tokyo 90's Groove-』                                                      | UICZ-8185                                                             | サマーヌード |
| 2017年09月13日 | 『エース2』                                                                                                   | MHCL-2699                                                             | サマーヌード |
| 2018年03月21日 | 『月9ラブ ～30th Anniversary 春夏～』                                                                         | PCCA-04663                                                            | サマーヌード (Inst.) |
| 2018年12月12日 | ぼくのりりっくのぼうよみ『没落』<初回限定盤>                                                                  | VIZL-1478                                                             | サマーヌード（DVD収録） |

## 備考
- 1999年には、「サマーヌード」と「ENDLESS SUMMER NUDE」をそれぞれリミックスしたミニアルバム「SUMMER NUDE 999 REMIX」がリリースされた。
- pop'n music3のアーケード版にて「ENDLESS SUMMER NUDE」が収録されているがこの曲は家庭用版には収録されておらず、さらにその後のシリーズ作品にも一切収録されていない曲として知られている。
- 2013年には、本楽曲をイメージしたテレビドラマ『SUMMER NUDE』がフジテレビ系で制作された[2]。主演は山下智久で、山下のカバーバージョンはこのドラマの主題歌である。

## 注記
1. ↑  2017年7月に「日清の黒歴史トリオ」として「サマーヌードル」が復刻された際にも公式サイトにてこの曲の影響力に言及している[4]。
2. ↑  奥田民生と真心ブラザーズの3人で結成したユニット。ライブでは奥田民生が歌唱している[15]。